# Khety II
Khety II   (segle XXII aC - 2160 aC) Akhtoy II fou un faraó de la dinastia IX. De vegades se l'identifica amb Neferkare III. Fou un dels cinc faraons que va portar el nom Khety. La seva residència fou a Herakleòpolis.